# Carolina Klüft
Carolina Klüft (n. 2 februarie 1983, Sjömarken⁠(d), Älvsborg County⁠(d), Suedia) este o atletă suedeză, medaliată olimpică. A participat la 2 ediții ale Jocurilor Olimpice (2004, 2008) în care a câștigat o medalie de aur în proba de heptatlon. În anii 2003, 2005 și 2007 a devenit campioană mondială.

### Palmares
| An   | Competiție                      | Locație                    | Loc | Eveniment  | Note    |
| ---- | ------------------------------- | -------------------------- | --- | ---------- | ------- |
| 2000 | Campionatul Mondial de Juniori  | Santiago, Chile            | 1   | heptatlon  | 6056    |
| 2001 | Campionatul European de Juniori | Grosseto, Italia           | 1   | heptatlon  | 6022    |
| 2002 | Campionatul European în sală    | Viena, Austria             | 3   | pentatlon  | 4535    |
| 2002 | Campionatul Mondial de Juniori  | Kingston, Jamaica          | 1   | heptatlon  | 6470    |
| 2002 | Campionatul European            | München, Germania          | 1   | heptatlon  | 6542    |
| 2003 | Campionatul Mondial în sală     | Birmingham, Marea Britanie | 1   | pentatlon  | 4933    |
| 2003 | Campionatul European de Tineret | Bydgoszcz, Polonia         | 1   | lungime    | 6,86 m  |
| 2003 | Campionatul Mondial             | Paris, Franța              | 1   | heptatlon  | 7001    |
| 2004 | Campionatul Mondial în sală     | Budapesta, Ungaria         | 3   | lungime    | 6,92 m  |
| 2004 | Jocurile Olimpice               | Atena, Grecia              | 11  | lungime    | 6,63 m  |
| 2004 | Jocurile Olimpice               | Atena, Grecia              | 1   | heptatlon  | 6952    |
| 2005 | Campionatul European în sală    | Madrid, Spania             | 1   | pentatlon  | 4948    |
| 2005 | Campionatul European de Tineret | Erfurt, Germania           | 1   | lungime    | 6,79 m  |
| 2005 | Campionatul Mondial             | Helsinki, Finlanda         | 1   | heptatlon  | 6887    |
| 2006 | Campionatul European            | Göteborg, Suedia           | 5   | 4 × 100 m  | 44,16   |
| 2006 | Campionatul European            | Göteborg, Suedia           | 6   | lungime    | 6,54 m  |
| 2006 | Campionatul European            | Göteborg, Suedia           | 1   | heptatlon  | 6740    |
| 2007 | Campionatul European în sală    | Birmingham, Marea Britanie | 1   | pentatlon  | 4944    |
| 2007 | Campionatul Mondial             | Osaka, Japonia             | 1   | heptatlon  | 7032    |
| 2008 | Jocurile Olimpice               | Beijing, China             | 8   | lungime    | 6,49 m  |
| 2008 | Jocurile Olimpice               | Beijing, China             | 18  | triplusalt | 13,97 m |
| 2010 | Campionatul European            | Barcelona, Spania          | 11  | lungime    | 6,33 m  |
| 2011 | Campionatul European pe Echipe  | Stockholm, Suedia          | 2   | lungime    | 6,73 m  |
| 2011 | Campionatul Mondial             | Daegu, Coreea de Sud       | 4   | lungime    | 6,56 m  |

## Legături externe
- Materiale media legate de Carolina Klüft la Wikimedia Commons
- en Carolina Klüft la World Athletics
- en Carolina Klüft la Olympedia.org